# نهر همبولت
نهر همبولت هو نهر يقع في شمال وسط ولاية نيفادا، ويعد نظام شامل لتصريف الأنهار. يمتد في اتجاه عام من الشرق إلى الغرب من منابعه في جبال جاربيدج، إندبندنس وجبال روبي في مقاطعة إلكو إلى نهايته في حوض هومبولت على بعد حوالي 225 ميلاً مباشرةً في شمال غرب مقاطعة تشرشل. نظرًا للطبيعة المتعرجة الواسعة للنهر قد يكون طوله أكثر تقديراً بـ 380 ميلاً (612) كم). يقع داخل مستجمعات المياه في الحوض العظيم وهو ثالث أطول نهر في مستجمعات المياه خلف نهر بير عند 355 ميلاً (570) كم) ونهر سيفير على ارتفاع 325 ميلاً (523 كم). حوض نهر همبولت هو أكبر حوض فرعي للحوض العظيم الذي يغطي مساحة 16،840 ميلاً مربعاً (43615). كم 2 ). إنه نظام الأنهار الرئيسي الوحيد الموجود بالكامل داخل ولاية نيفادا.
إنه شريان النقل الطبيعي الوحيد عبر الحوض العظيم وقد وفر تاريخياً طريقاً للهجرة باتجاه الغرب. يتبع طريقان رئيسيان للسكك الحديدية مسارها بشكل فضفاض. الطريق السريع 80 يتبع مجرى النهر من منبعه إلى مصبه. سمي النهر على اسم عالم الطبيعة الألماني ألكسندر فون هومبولت.

## تاريخ
كانت منطقة النهر في شمال ولاية نيفادا مأهولة بشكل ضئيل من قبل الأشخاص الناطقين Numic في وقت وصول المستوطنين الأوروبيين الأمريكيين. لم تكن المنطقة معروفة من قبل الشعوب غير الأصلية حتى وصول صائدي الفراء في أوائل القرن التاسع عشر.
أول مشاهدة مسجلة للنهر كانت في 9 نوفمبر 1828 بواسطة بيتر سكين أوغدن من شركة خليج هدسون خلال رحلته الخامسة إلى دولة الأفعى. جاء أودجن جنوبًا على طول ليتل هومبولت حيث واجه النهر الرئيسي عند التقاء بالقرب من وينيموكا. اكتشف أوغدن النهر لعدة مئات من الأميال وشق طريقًا على طوله وصنع أول خريطة معروفة للمنطقة. أطلق على النهر في البداية اسم نهر غير معروف نظرًا لأن مصدر ومجرى النهر لا يزالان غير معروفين له ولاحقًا نهر بول على اسم أحد صائديه الذين ماتوا في الرحلة ودفن على ضفة النهر. في وقت لاحق غيره مرة أخرى إلى نهر ماري الذي سمي على اسم زوجة الأمريكيين الأصليين لأحد صائديه والتي أصبحت فيما بعد نهر سانت ماري. في عام 1829، اقترح أن نهر سوامبي هو أفضل وصف للدورة التي اجتازها. في عام 1833، قام فريق الفراء في بونفيل ووكر باستكشاف النهر وأطلق عليه اسم نهر بارين. أطلق كتاب واشنطن إيرفينغ عام 1837 الذي يصف رحلة بونفيل اسم نهر أوغدن وهو الاسم الذي استخدمه العديد من الرحالة الأوائل. بحلول أوائل الأربعينيات من القرن التاسع عشر، كان المستوطنون يستخدمون المسار على طول النهر من قبل المستوطنين المتجهين غربًا إلى كاليفورنيا. قدم النهر المياه الصالحة للشرب للمسافرين السابقين سيرًا على الأقدام ولكن المهاجرين الذين استخدموا العربات لاحقًا تطلبوا وجود نباتات كبيرة على ضفاف النهر على طوله كعلف لحيوانات الجر الخاصة بهم.
في القرن العشرين أصبح وادي النهر هو الطريق لطريق الولايات المتحدة رقم 40 واستبدل لاحقًا بالطريق السريع 80. في الجزء الأخير من القرن العشرين ، كان يعيش حوالي 45000 شخص في نطاق 10 ميل (16 كـم) من النهر ما يقرب من ثلث السكان في ذلك الوقت من ولاية نيفادا خارج غرب نيفادا وجنوب نيفادا قبل النمو السريع في القرن الحادي والعشرين لجنوب نيفادا غيّر هذه الأرقام السكانية.